# Trichoncus kenyensis
Trichoncus kenyensis är en spindelart som beskrevs av Thaler 1974. Trichoncus kenyensis ingår i släktet Trichoncus och familjen täckvävarspindlar.
Artens utbredningsområde är Kenya. Inga underarter finns listade i Catalogue of Life.